# 스바루 (자동차)
스바루자동차는 후지중공업의 자동차 제조 부문 및 그 브랜드명이다. 대부분의 차종이 포르쉐처럼 수평대향식 엔진(박서 엔진) 및 AWD를 장착하고 있으며, 토요타 86과 함께 생산하는 스포츠 쿠페 BRZ만 후륜구동이다. 토요타가 후지중공업의 대주주이기 때문에 토요타 86을 스바루와 공동 개발하여 군마현 오타시에 있는 스바루 공장에서 생산하고 있고, 엔진도 스바루의 FA 시리즈 수평대향식 엔진을 공용한다.
대한민국에는 2010년부터 정식 판매를 개시하였으며, 승용차 레거시와 SUV 포레스터, 아웃백을 판매하고 있었으나 판매 부진으로 2012년에 철수했다. 대한민국과 중국에는 아웃백과 레거시를 미국 인디애나주 라피엣 현지공장에서 생산하여 들여왔고, 포레스터만 일본에서 들여왔다. WRC를 통해 널리 알려진 대표 모델인 임프레자도 들여오려 했으나, 들여오지 않았다. 따라서 현재 대한민국에서 스바루의 흔적을 느낄 수 있는 판매 차종은 토요타 86이 유일하다.

## 역사
1955년에 후지중공업의 자동차 부문으로 출발하여 오늘날에 이르고 있다. 스바루는 일본어로 플레이아데스 성단을 뜻하며, 이는 스바루의 로고에 반영되었다.

## 제품

### 경승용차
- 플레오(1998~)
- 루크라(2010~)
- R1(2005~2010)
- R2(2003~2010)
- 스텔라(2006~)
- 디아스 왜건(2009~)
- 비비오(1992~1998)

### 소형 승용차(~1999cc)
- 자스티(1984~)
- 레오네(1971~1994)
- 임프레자(1992~)
- 덱스(2008~2012)
- 트레지아(토요타 라크티스 OEM, 2012~)

### 중대형 승용차(2000cc~)
- XT (알시오네)(1985~1991)
- 레거시(1989~)
- 알시오네 SVX(1991~1996)

### SUV
- 포레스터(1997~)
- 아웃백(1997 ~[1] / 2003 ~[2])
- 레보그(2015~)

### 미니밴
- 엑시가(2008~)
- 트리베카(2005~2014)

### 스포츠카
- BRZ (2012~)
- 임프레자 WRX STI(1998~)